# Niels Lykke (officer)
Niels Lykke, död omkring 1683, var en dansk officer. 
Om hans ungdom är ingenting känt, men hans senare levnadslopp tyder på, att han har försökt sig i utländsk krigstjänst, trots att hans första framträdande i hemlandet, som sekreterare i kansliet 1624–1625, var synnerligen fredlig. Först 1628 blev han kornett vid det själländska kompani av rusttjänsten och 1633 löjtnant vid detsamma. Året efter köpte han Harrestedgård och äktade så Helle Holgersdatter Ulfstand, efter vars tidiga död han fick Margrethe Nielsdatter Vind, som dog 1641 i sin första barnsäng, 27 år gammal. År 1642 kallas han ryttmästare, men han verkar inte ha tagit synnerlig del i det efterföljande kriget, då han i februari 1644 var i svensk fångenskap. Strax efter kriget, 21 september 1645, gifte han sig med Magdalene Henriksdatter Gyldenstjerne, genom vilket äktenskap han senare blev ägare av Elvedgård på Fyn. Vid rusttjänstens omordning 1651 blev han chef för ett av de tre jylländska kompanierna och utsågs 1654 till överstevaktmästare till häst på Jylland.
Vid krigets utbrott 1657 fick han en post som överstelöjtnant till häst under överste Christoffer Hvas, men utnämndes den 24 juli samma år till kommendant på Kronborg, en post från vilken han redan den 16 oktober efter ansökan blev avskedad; förmodligen har han aldrig tillträtt den, ty han verkar ha stannat kvar på Jylland, där han i augusti blev beordrad att resa den meniga befolkningen till landets försvar och anvisades trakterna norr om Limfjorden till verksamhetsområde. Här blev han fram på hösten tillfångatagen av de framryckande svenska trupperna, och då han blev frisläppt, var han en ruinerad man, då hans sätesgårdar hade blivit hårt medtagna i kriget. Han blev överste för den jylländska och fynska rusttjänsten och uppehöll sig i Köpenhamn under suveränitetens införande, men han måste strax efteråt sälja Harrested och drog sig snart tillbaka till Elved. Han dog på Skovsbo, en gård av vilken han efter sin hustrus mor hade blivit medägare.